# Palazzo Agostino Spinola
Il palazzo Agostino Spinola, o Doria De Ferrari, è un edificio storico italiano, collocato in piazza De Ferrari 3, nel centro storico di Genova. L'edificio fu inserito nella lista dei palazzi iscritti ai Rolli di Genova.

## Storia e descrizione
Complesso organismo architettonico composta da tre diverse unità edilizie incluse nei rolli di Genova della pubblica ospitalità a diverso titolo tra cui quella di Ettore Doria (1588), ricco banchiere della Corona.
L'edificio si compone nella sua parte più antica di un palazzo quattrocentesco (corpo I), ricostruito nel XVI secolo e acquistato nel 1617 da Ambrogio Doria senior diretto discendente di Lamba Doria e doge della Repubblica di Genova, deceduto però nello stesso anno della sua elezione (1621).
Egli fa decorare alcuni ambienti al primo piano da Lazzaro Tavarone: Episodi di storia romana, mentre il figlio Paolo affida un secondo ciclo decorativo a Giovanni Battista Carlone: Ritrovamento di Mosè e Allegorie. Nel 1738 l'appartamento al piano nobile viene ridecorato da Lorenzo De Ferrari, autore di tre salotti: in uno di essi dipinse il Carro del Sole, in un altro La Notte, mentre nel terzo, detto delle Metamorfosi, una complessa decorazione lo ricopre interamente di stucchi, che nelle pareti incorniciano sei ovali con Le storie di Diana e nel soffitto le Allegorie degli Elementi.
L'edificio nella sua attuale consistenza nasce per volontà di Ambrogio Doria junior dall'unione del proprio palazzo con quelli acquistati, tra il 1775 e il 1777, da Antonio Doria e Cristoforo Spinola. Il primo è la cinquecentesca casa con giardino di Domenico Doria (corpo II) alla quale tra il 1590 e il 1618 Sebastiano Ponzello costruisce una nuova ala e lo scalone comunicante con il giardino di Gio. Batta Doria. Il secondo viene realizzato dopo il 1586 (corpo III) con l'apertura della strada tra le piazze di San Domenico e di San Matteo, per Agostino Spinola, cognato di Gio. Batta.
L'unione dei tre palazzi cinquecenteschi chiuderà il vicolo tra vico Falamonica e salita di San Matteo, un accesso vetusto ma ormai ignoto ai palazzi dogali, favorendo un nuovo ingresso da piazza San Domenico. Da qui si accede all'atrio e, di seguito, alla scala vestibolo su colonne che determinano l'asse di penetrazione ortogonale al nucleo originario dell'edificio.
Così che, mentre sullo scorcio del XVIII secolo un nuovo ciclo decorativo era stato affidato ad Antonio Giolfi, agli inizio del XIX secolo Carlo Barabino rimodella in stile neoclassico il prospetto su piazza San Domenico, risistema alcune parti interne ampliando lo spazio che, attraverso le scale, conduce al piano nobile e occupa completamente l'antico vuoto esistente tra i diversi fabbricati. Alcuni dei nuovi ambiente saranno infine decorati da Michele Canzio.
Notevole per passaggi e nomi è anche l'ultima fase proprietaria: dal 1780 appartiene a Cesare Lamba Doria la cui figlia Livia, nel 1826, lo vende ad Andrea De Ferrari, figlio del doge Raffaele Agostino De Ferrari. Dopo pochi anni passa a Raffaele De Ferrari, sposo di Maria Brignole Sale e futuro duca di Galliera; nel 1888 è del figlio Filippo e dell'Opera pia De Ferrari-Brignole Sale.
Infine viene ceduto nel 1920 al Banco di Roma che, ancora nel 1979, ripristina la facciata e alcuni interni collegandoli sotto il piano stradale al contiguo palazzo Giulio Pallavicini.

## Galleria d'immagini

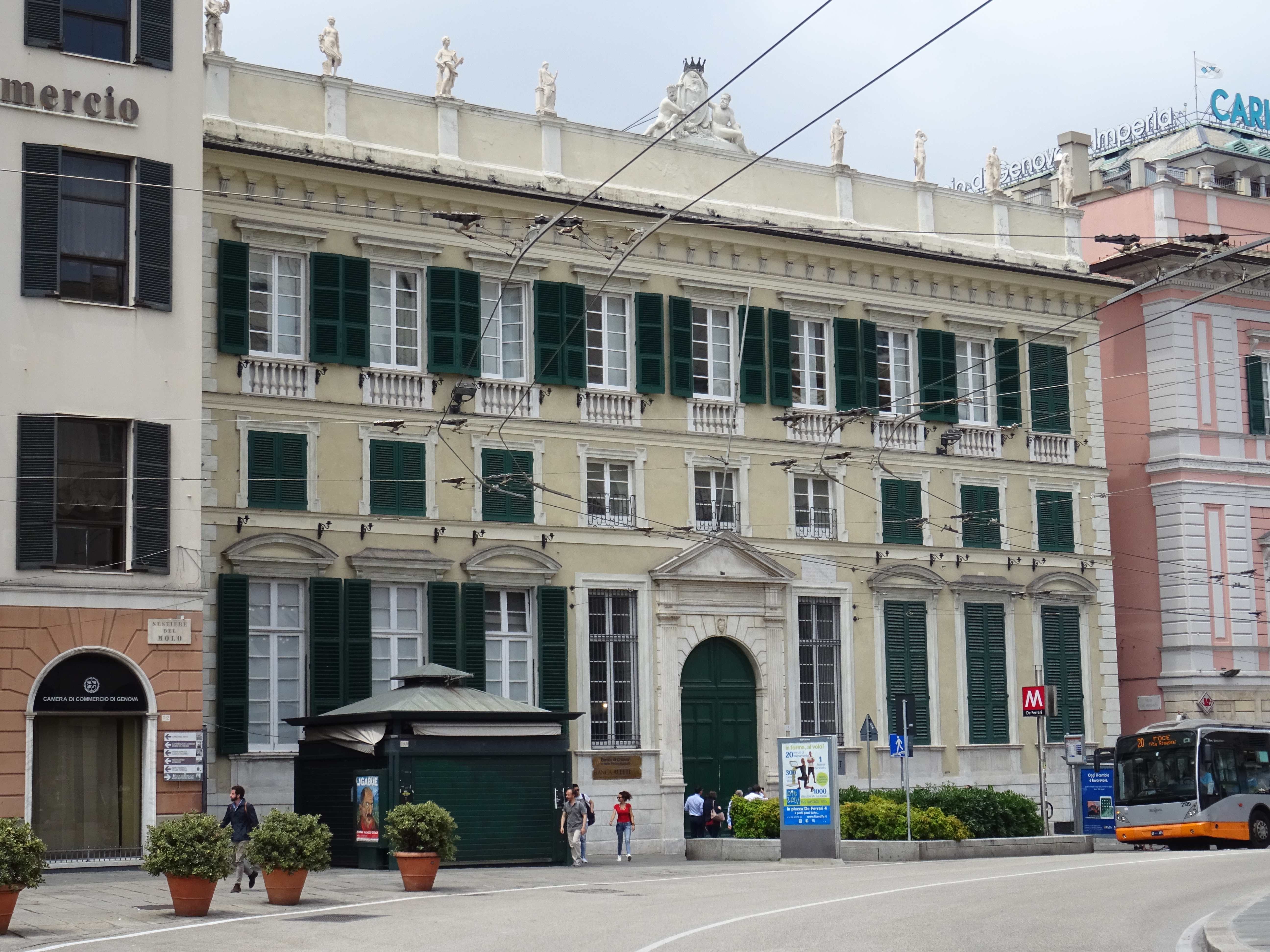
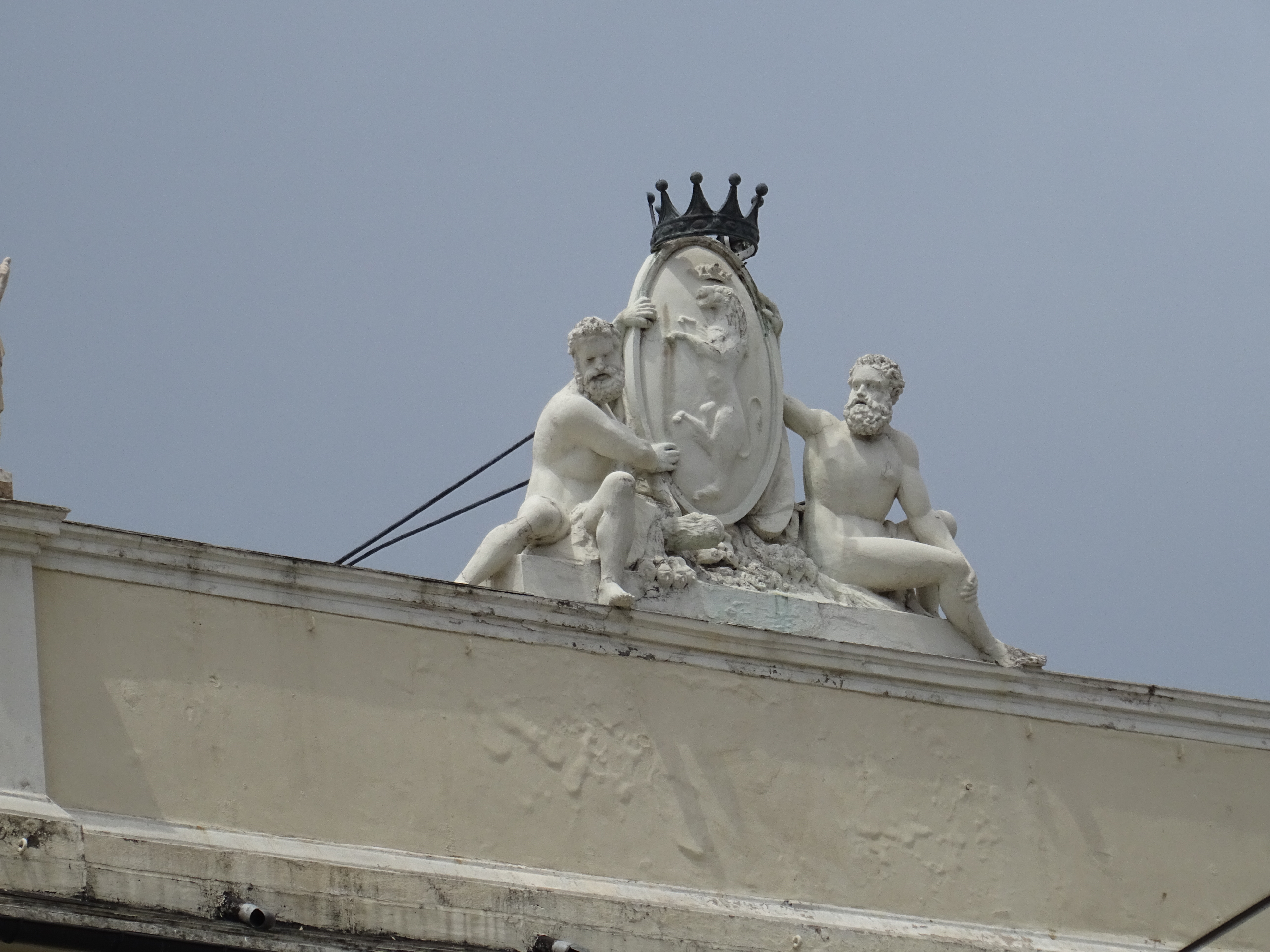
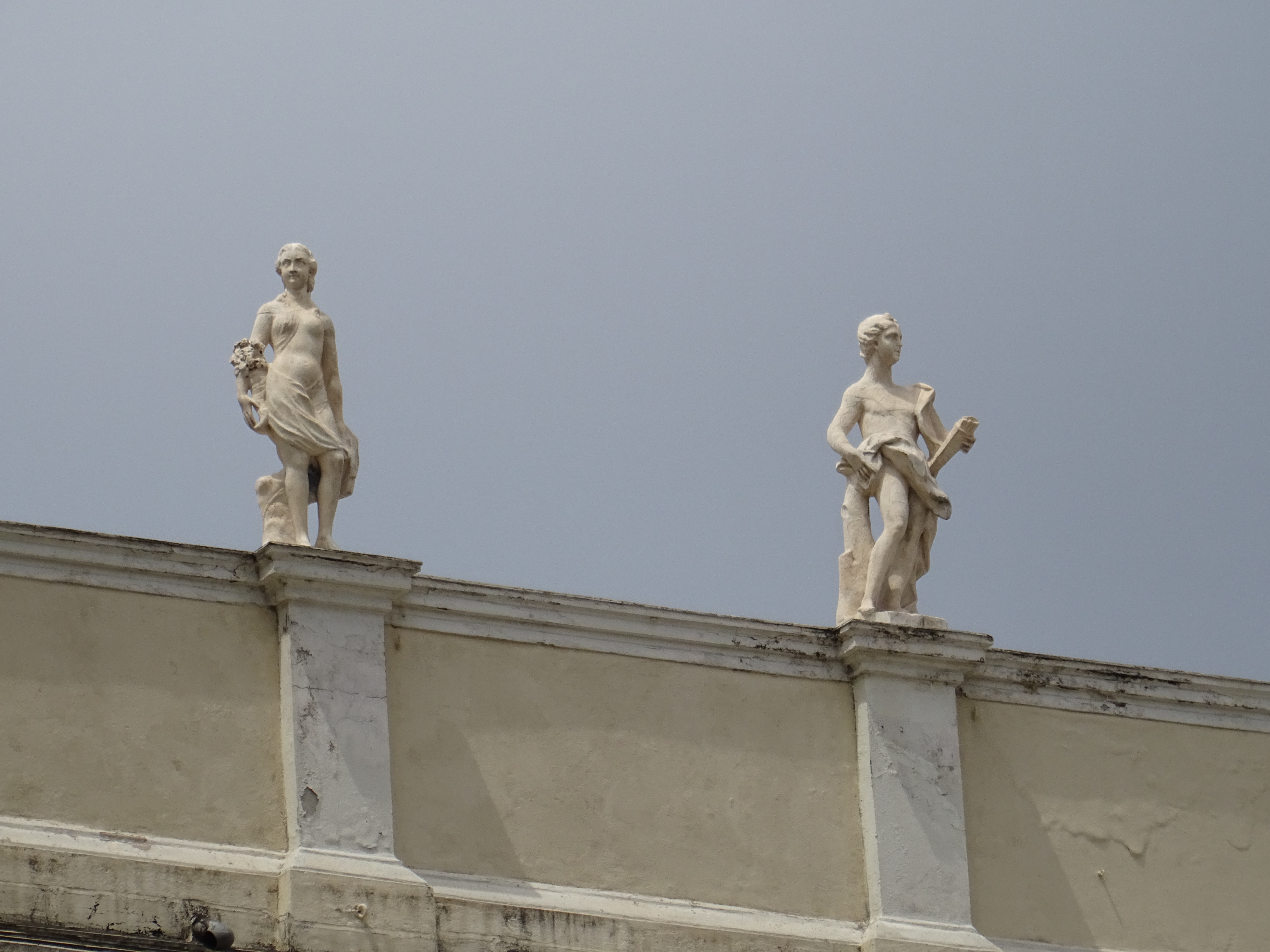
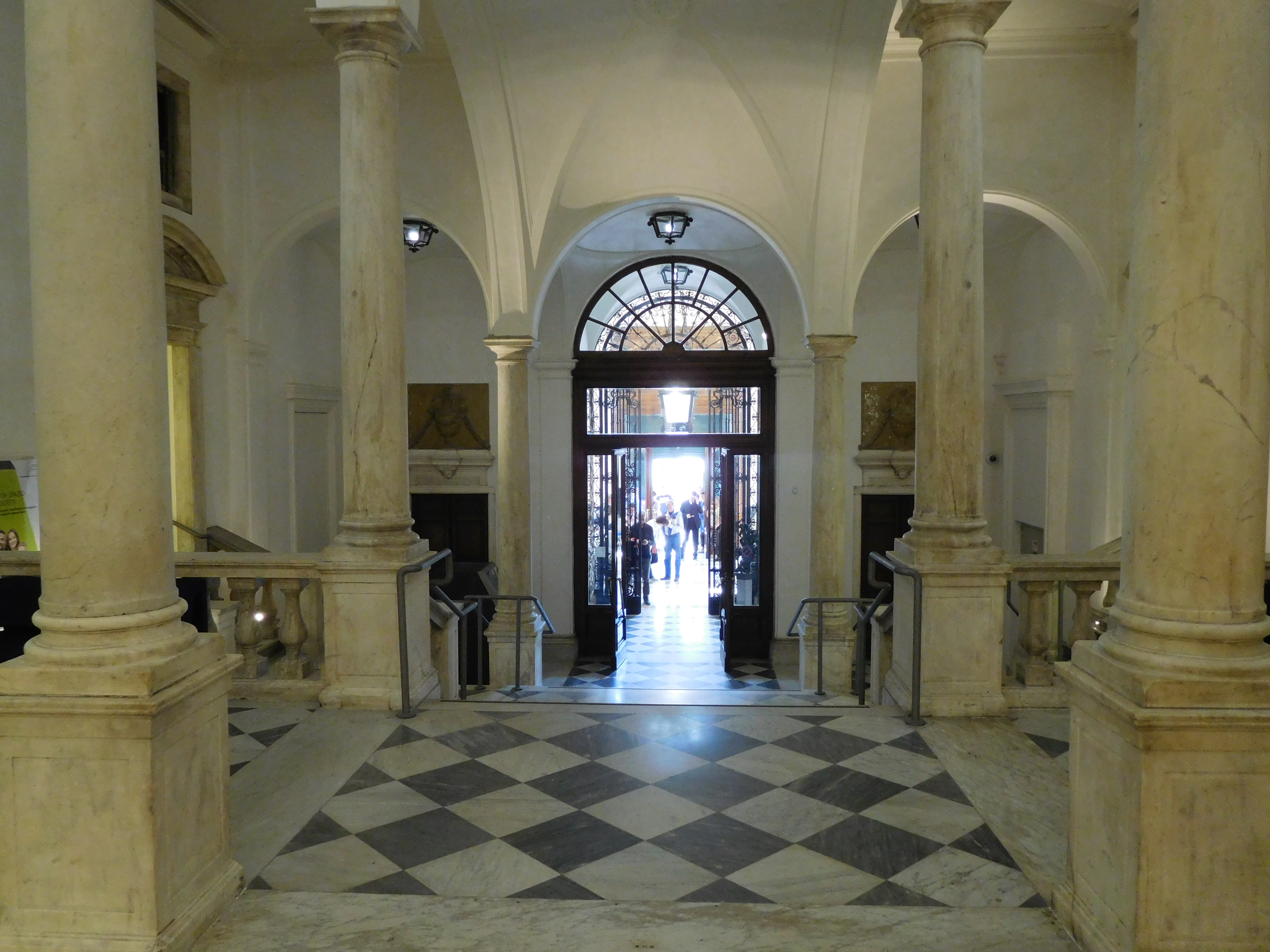
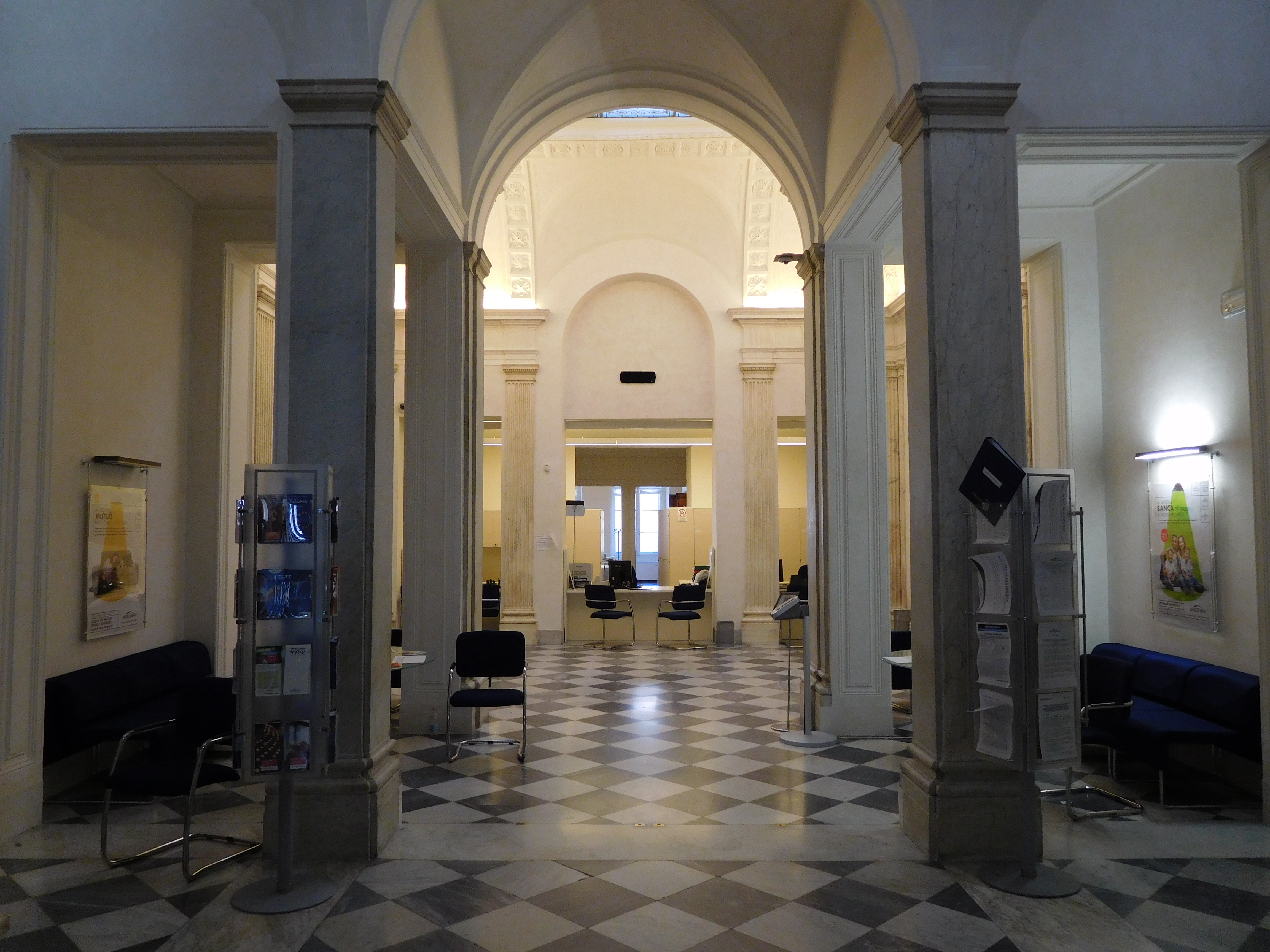
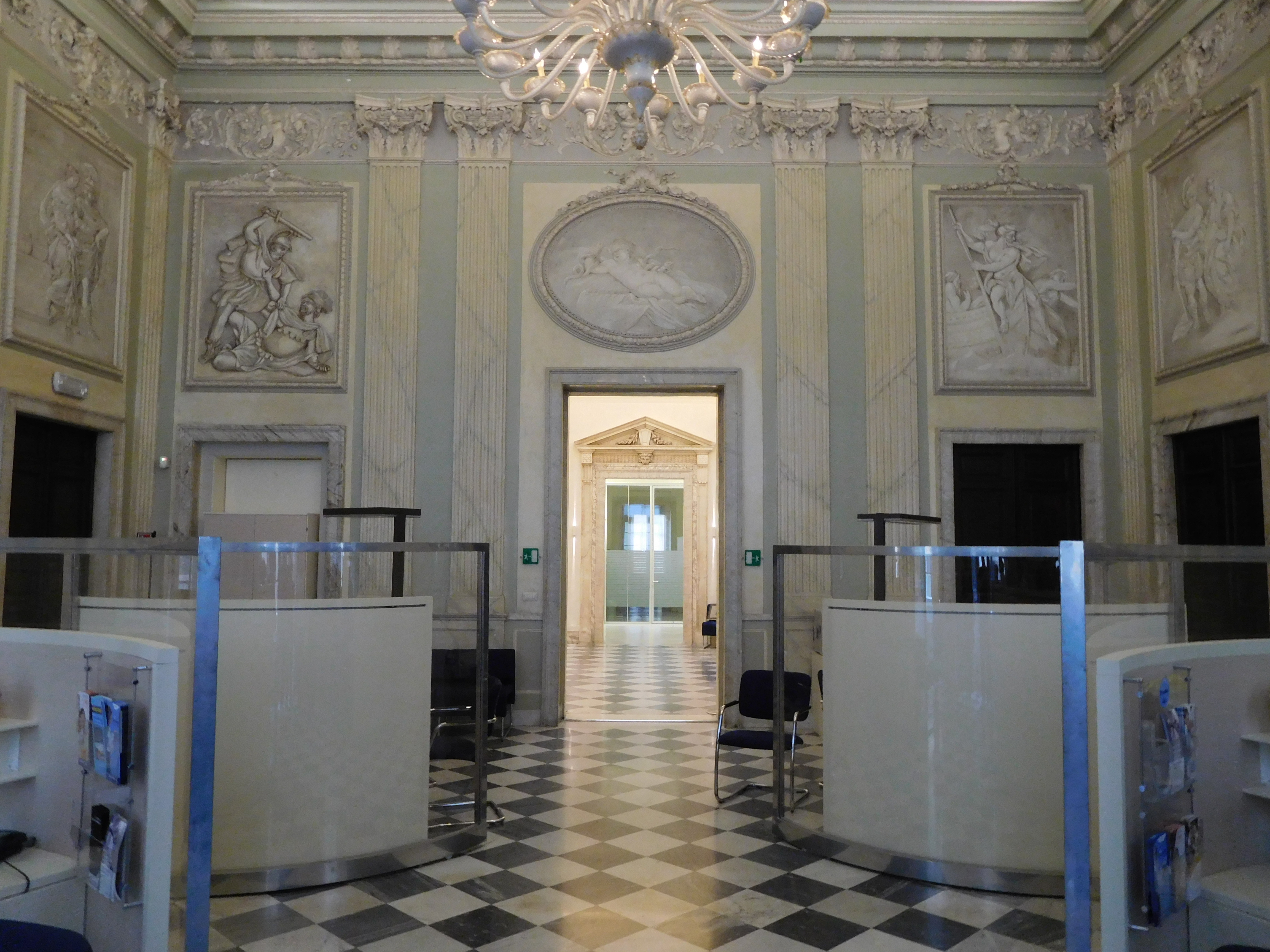
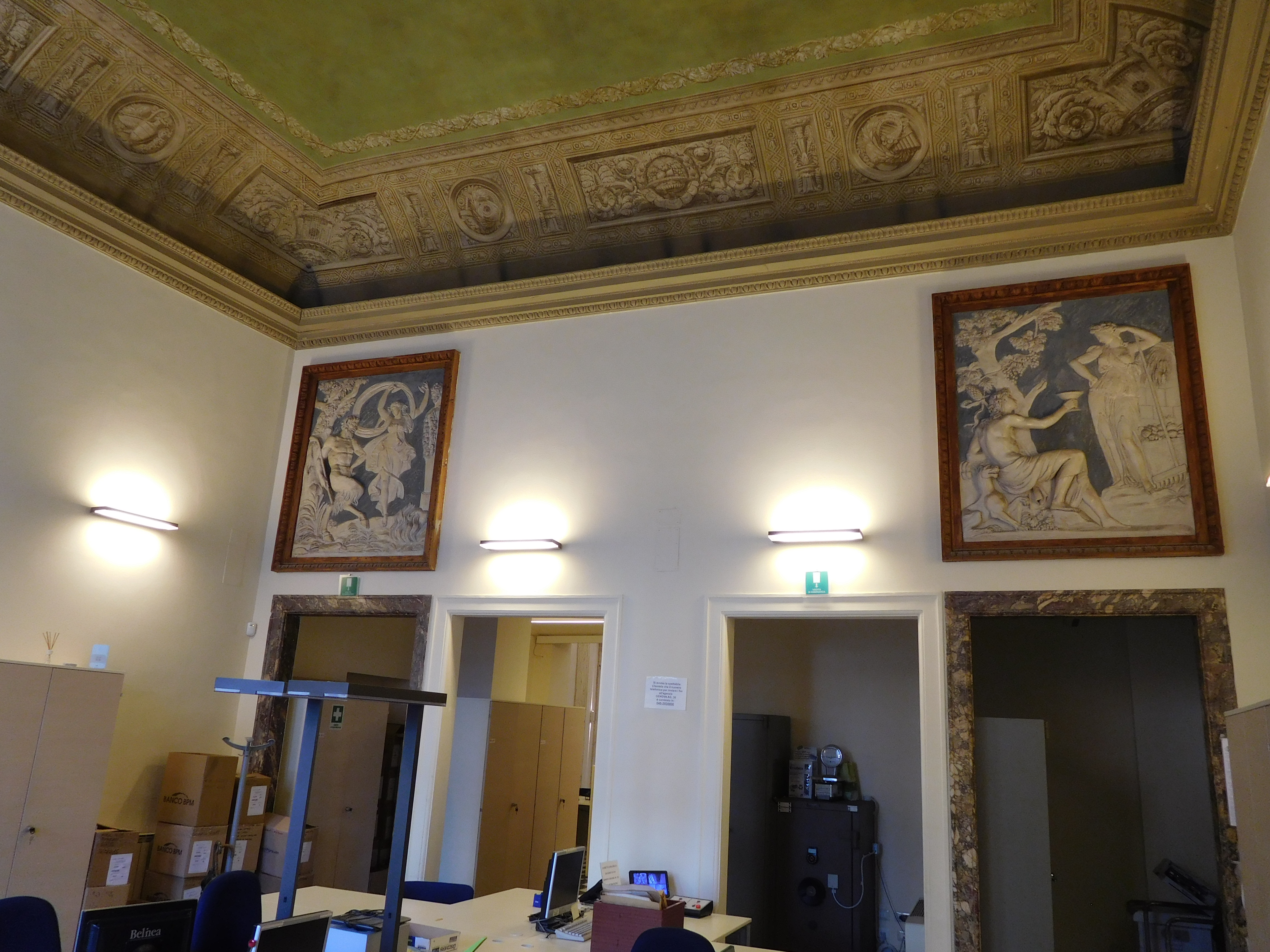
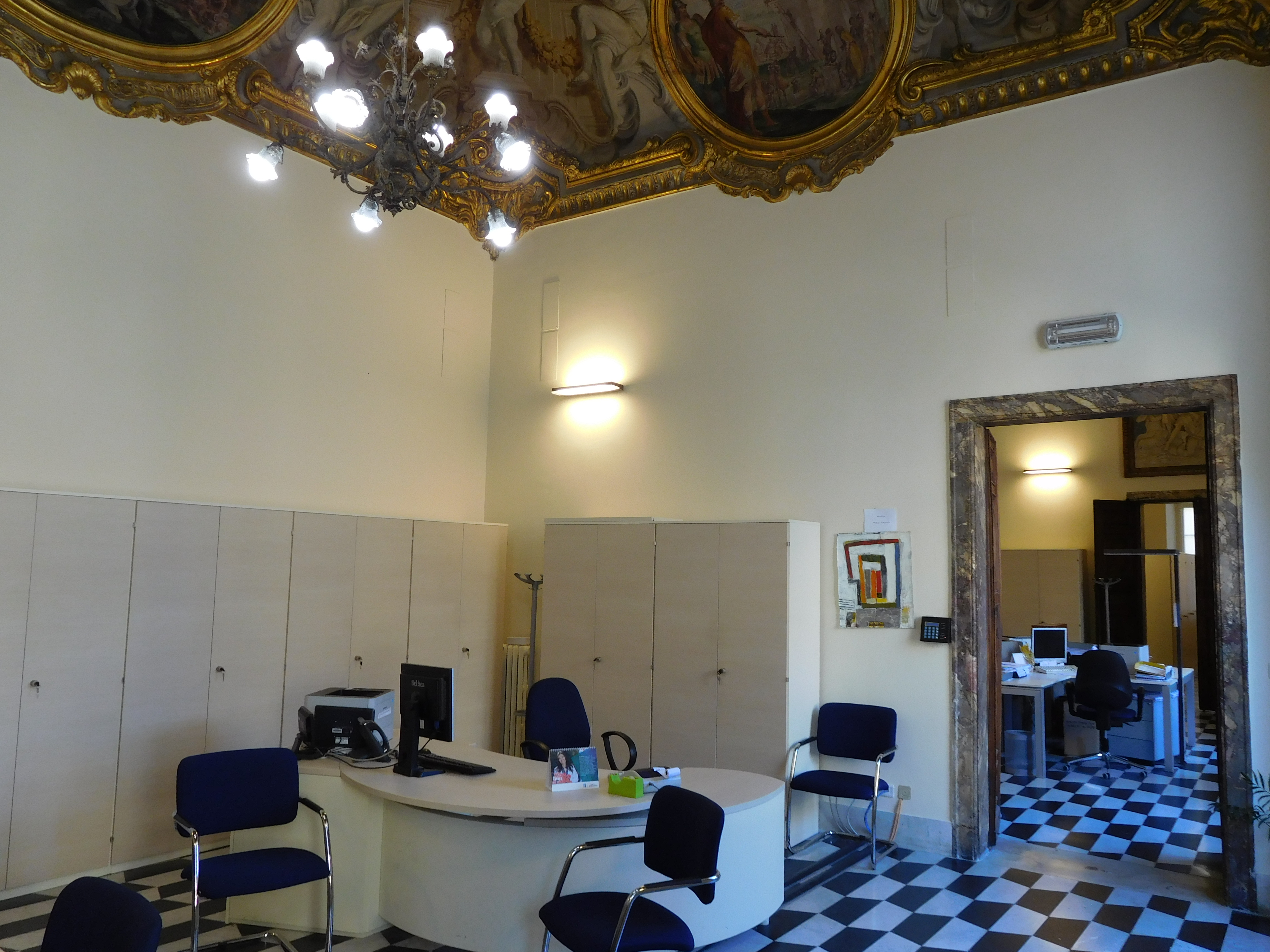
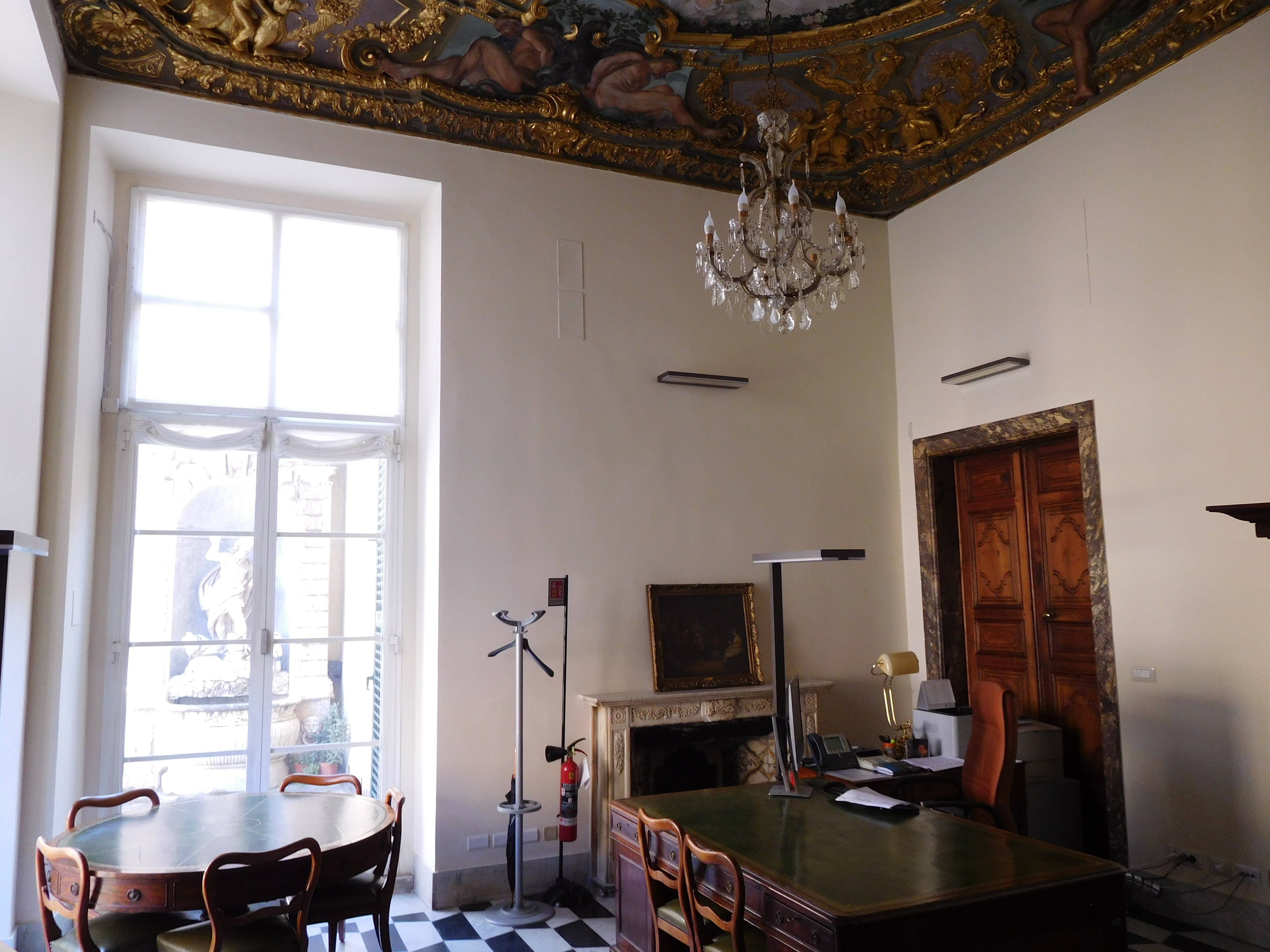
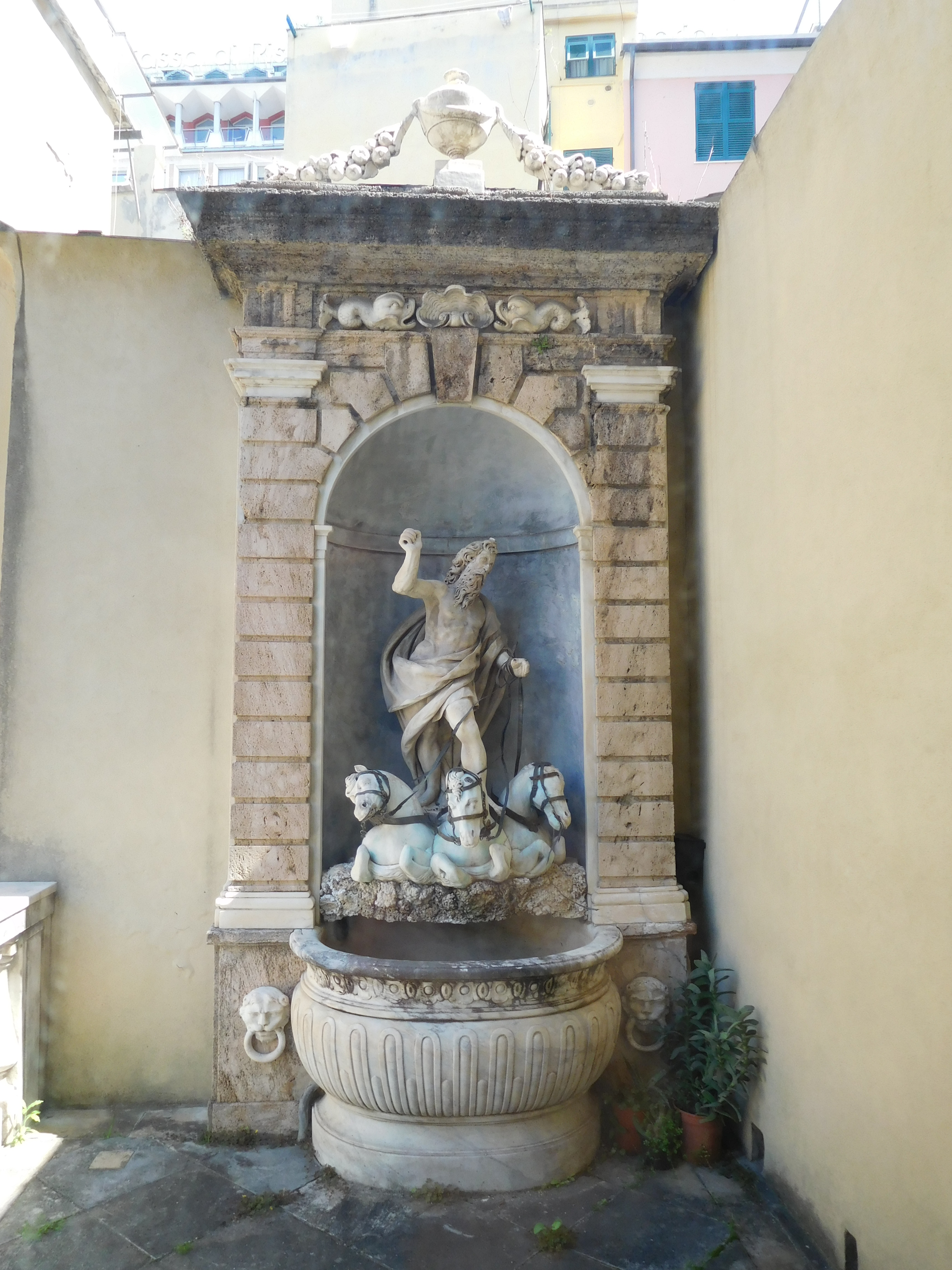
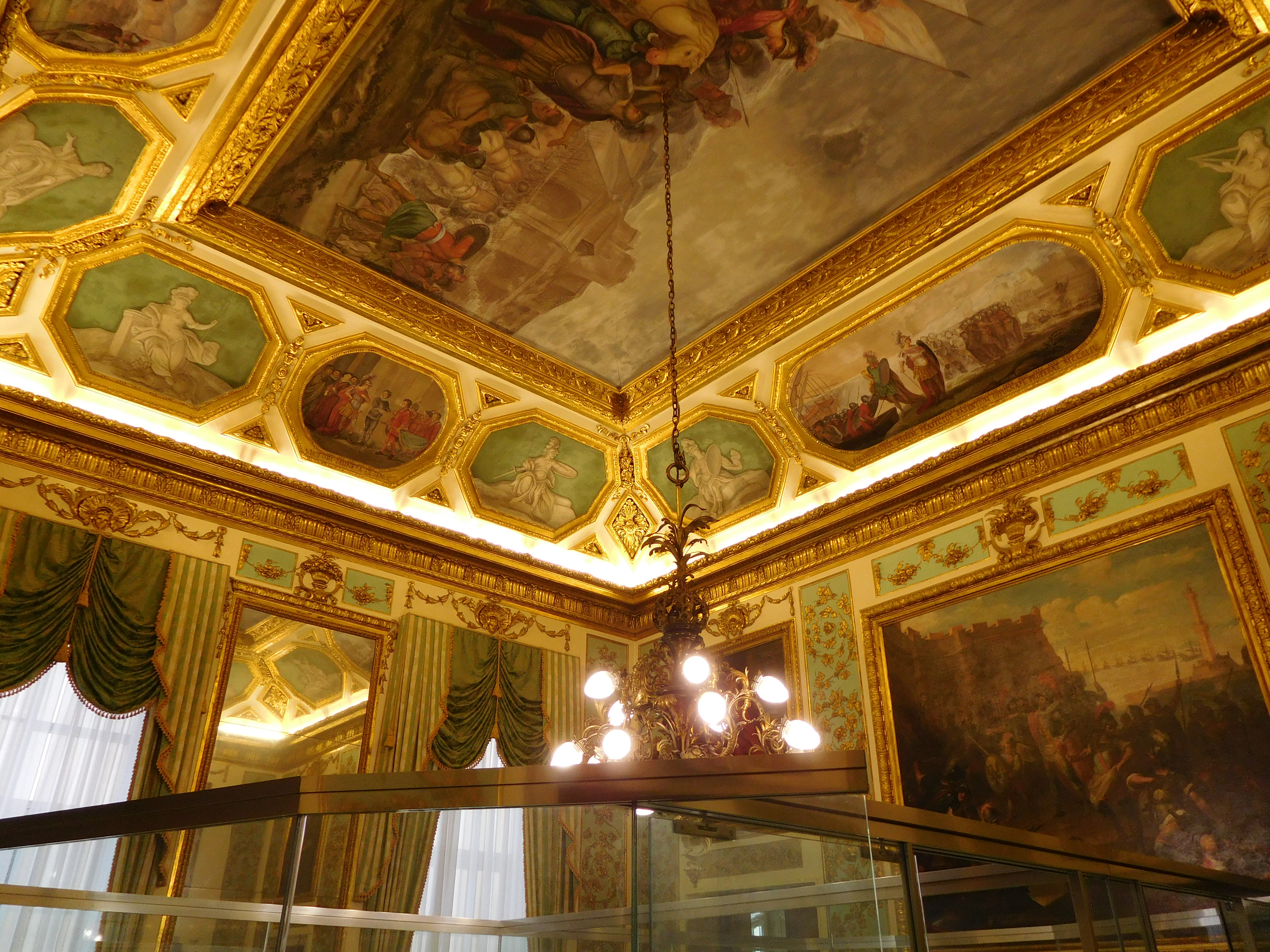
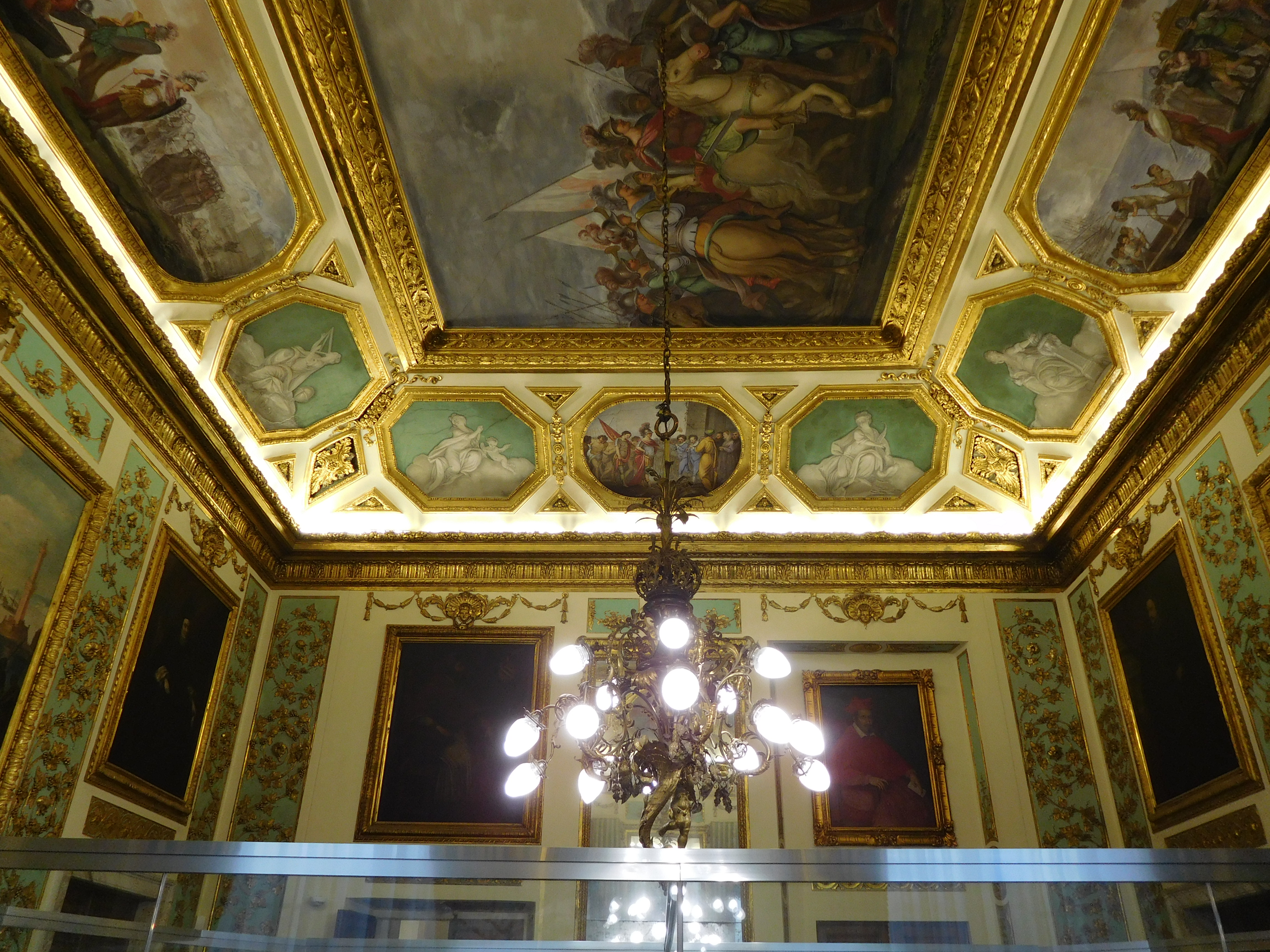
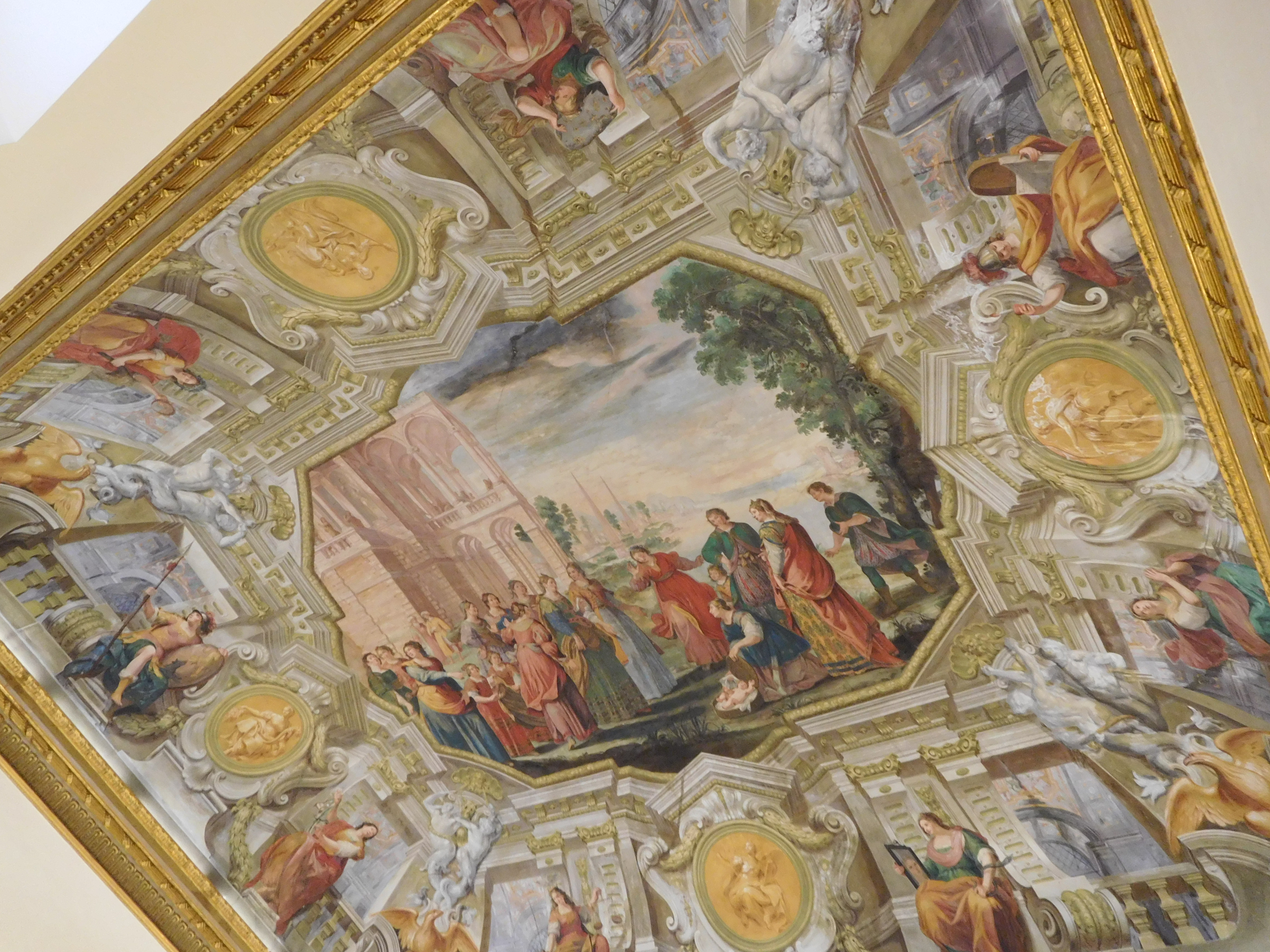
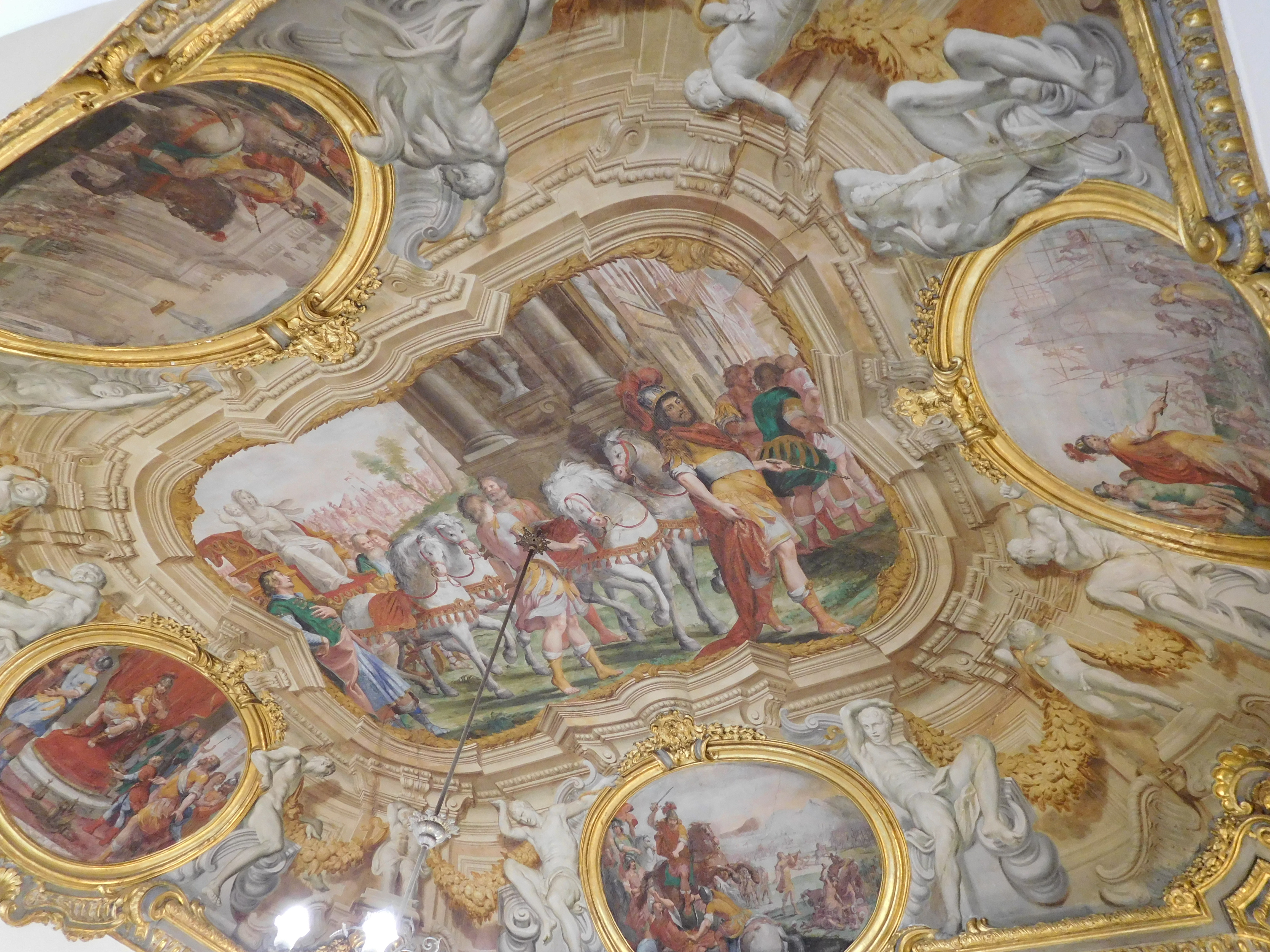
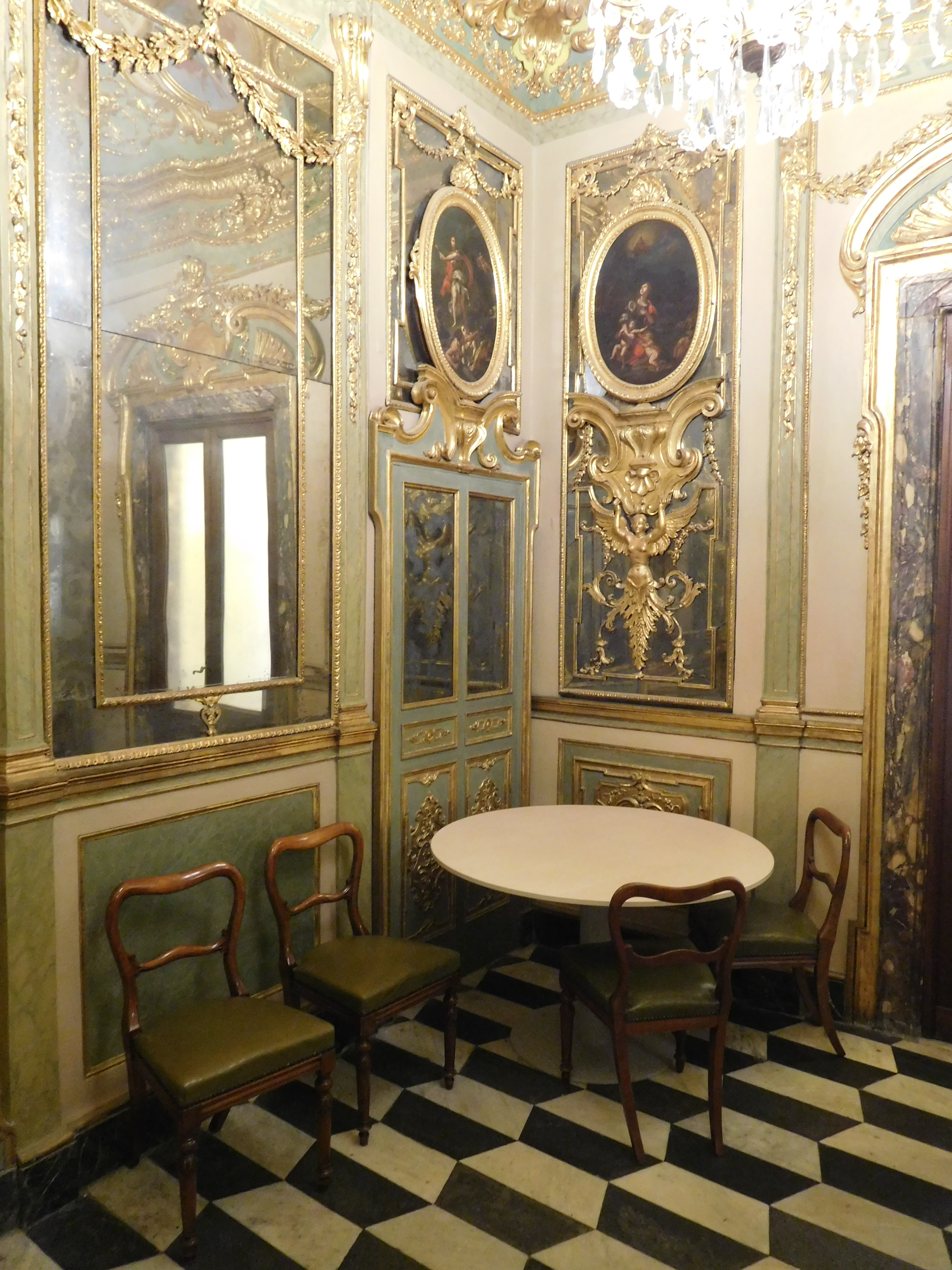
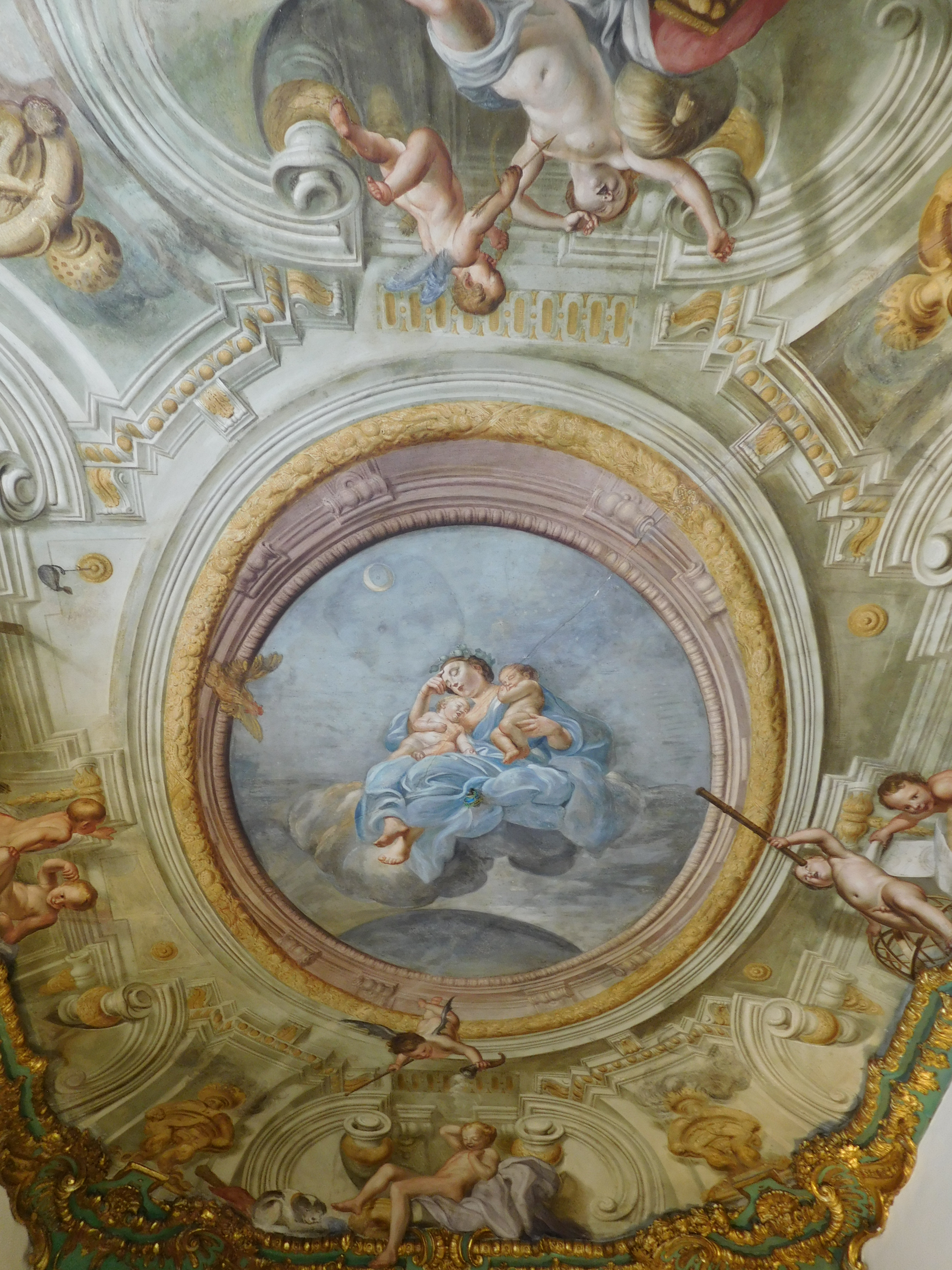
Lorenzo De Ferrari, La Notte